# Eorotundracythere
Eorotundracythere is een geslacht van uitgestorven kreeftachtigen uit de klasse van de Ostracoda (mosselkreeftjes).

## Soorten
- Eorotundracythere compta Bate, 1972 †
- Eorotundracythere levigata Bate, 1972 †